# Катастрофа C-124 в Татикаве
Катастрофа C-124 в Татикаве — авиационная катастрофа, произошедшая в четверг 18 июня 1953 года. «Douglas C-124A-DL Globemaster II» перевозил военнослужащих из Татикавы в Сеул, когда спустя минуту после взлёта командир сообщил об отказе двигателя. Но при попытке вернуться самолёт потерял управление, врезался в землю и взорвался, при этом погибли 129 человек. В истории авиации это первая катастрофа, в которой погибли свыше 100 человек, и крупнейшая авиакатастрофа до 16 декабря 1960 года, когда при столкновении над Нью-Йорком погибло 134 человека.

## Катастрофа
Группе военных предстоял перелёт из Татикавы в Сеул. В основном это были лётчики, которые после пятидневного отдыха возвращались в Южную Корею, где в это время вовсю шли военные действия. Под посадку изначально был дан «Douglas C-124A-DL» с бортовым номером 51-146, однако из-за проблем с двигателем его заменили на самолёт с бортовым номером 51-0137 (заводской — 43471). Данный «C-124A-DL» с номером 51-0137 относился к 374 транспортной группе и был оборудован четырьмя двигательными установками «Pratt & Whitney R-4360-20WA». Его экипаж состоял из 7 человек, командиром которого был майор Герберт Воруз-младший (англ. Herbert G. Voruz Jr.) возрастом 37 лет и имевший налёт свыше 6000 часов. Вторым лётчиком был майор Роберт Маккоркл (англ. Robert D. McCorkle), а третьим — майор Пол Кеннеди (англ. Paul E. Kennedy). Всего на борту находились 122 пассажира. Небо в это время было затянуто низкими облаками, а видимость составляла 2,5 километра. После получения разрешения на взлёт, в 16:31 C-124 покинул авиабазу Татикава.
Но спустя минуту после взлёта, когда самолёт начал выполнять левый разворот, загорелся двигатель № 1 (крайний левый). Командир Воруз сообщил наземному диспетчеру, что они отключили двигатель и возвращаются в Татикаву. Диспетчер спросил, нужен ли экипажу радиолокационный контроль за заходом, на что командир дал положительный ответ. Затем диспетчер услышал, как тот прокричал бортинженеру: Добавь режим. Далее диспетчер спросил, сможет ли экипаж поддерживать постоянной высоту, на что в ответ прозвучало: Роджер. Когда же диспетчер спросил, объявляет ли экипаж чрезвычайное положение, ответа уже не прозвучало, а в 3,2 милях к востоку-северо-востоку от аэродрома отметка самолёта исчезла с экрана радиолокатора.

Я ехал по трассе 7 по направлению из Токио на запад, время было 16:33 или около этого. Моя жена крикнула мне — смотри, самолёт! — он шел с юга на север. Когда я заметил самолёт, его нос был опущен вниз, потом нос резко начал подниматься, словно пытаясь набрать высоту. Было слышно, как двигатели взревели, но сразу потом самолёт завалился на левое крыло и перешёл в штопор. Он развернулся на 160 градусов и врезался в землю. Возникла вспышка, и сразу начался пожар. Я в тот момент был примерно в 150 ярдах (136 метров), поэтому остановил машину у обочины дороги и побежал к месту падения. Японцы уже были у самолёта. Я обошёл фюзеляж и заметил тела, тогда мы вместе с ещё несколькими парнями [неразборчиво] из 43-го Инженерного начали вытаскивать тела из самолёта. Самолёт лежал носом на юг, развернувшись при падении. Самолёт был в вертикальном положении. Огонь и взрывы не позволили нам вытащить больше тел, поэтому военнослужащие просто не пускали японцев слишком близко к огню.Оригинальный текст (англ.)I was driving on route seven coming from Tokyo heading west, the time was about 16:33 or there about.  My wife shouted to me to look at the airplane coming from the south heading north.  As I noticed the aircraft he was heading nose down, then he abruptly pulled it up as if to gain altitude.  There was a loud surge of power heard, then the aircraft stalled out on its left wing in a flat spin.  It made a 160 degree turn and settled to the ground.  There was a flash and then the fire started.  I then was approximately 150 yards away so I pulled over to the side of the road and went to the scene.  The Japanese were already at the aircraft.  I walked around to the fuselage and noticed bodies, as a few more GI's [words not legible] 43rd Engineers and I started pulling the bodies out of the aircraft.  The aircraft was heading south, the opposite direction of when he stalled.  The airplane was in an upright position.  Fire and explosions kept us from puling any more bodies out so the military personnel there kept the Japanese from getting too close to the fire.— Роберт Весс (англ. Robert D. Vess), старший сержант ВВС США
В 16:34 самолёт с опущенным носом в 3,5 милях (5,6 километра) от аэродрома врезался в арбузную бахчу и взорвался. По свидетельствам очевидцев, двигатели на правом крыле (№ 3 и 4) при этом ещё некоторое время продолжали работать.
По показаниям очевидцев, на месте падения был найден ещё живой радист Джон Джордан-младший, но он умер от полученных ран до прибытия врачей. В 16:50 военное командование было извещено о катастрофе, после чего к месту падения вылетел «Sikorsky H-19» под командованием подполковника Теодора Татума-младшего (англ. Theodore P. Tatum Jr.). В 17:13 вертолёт приземлился 150 футах (45 метров) от места падения. Осмотр подтвердил, что никто не выжил в катастрофе. Один из погибших, Карл Стил (англ. Carl C. Steele), был обнаружен в одном из небольших отсеков крыла позади двигателя № 1, где, вероятно, оказался при проверке пожара двигателя. На земле никто не погиб, лишь один из рабочих бахчи получил ожоги рук.

## Причины
По заключению комиссии, сваливание в штопор произошло из-за допущения снижения скорости ниже критического при неверном управлении закрылками.

## Последствия
Со 129 погибшими эта авиационная катастрофа была первой в истории авиации, в которой погибли свыше 100 человек. Происшествие получило резонанс в мире, но со временем забылось.
На момент событий катастрофа в Татикаве являлась крупнейшей в мире, до столкновения «DC-8 и Locheed Constellation» над Нью-Йорком в 1960 году (134 погибших), с участием одного самолёта, до катастрофы «Boeing 707» в Париже в 1962 году (130 погибших), и на территории Японии, до катастрофы «Boeing 727» под Токио в 1966 году (133 погибших).
На месте падения местными жителями был установлен небольшой памятник. Впоследствии он был снесён при строительстве автошколы.